# Leytonstone (stanice metra v Londýně)
Leytonstone je stanice metra v Londýně, otevřená 22. srpna 1856. V lednu 1944 zasáhla stanici německá bomba. Autobusové spojení zajišťují linky: 66, 145, 257, 339, W13, W14, W15, W16, W19 a noční linka N8. Stanice se nachází v přepravní zóně 3 a 4 a leží na lince:
- Central Line mezi stanicemi Leyton a Snaresbrook nebo Wanstead.
- Overground

| Rok  | Počet cestujících |
| ---- | ----------------- |
| 2011 | 10,45 mil         |
| 2012 | 10,10 mil         |
| 2013 | 10,38 mil         |
| 2014 | 11,05 mil         |